# Sheikhupura (Pakistan)
Sheikhupura (Urdu: شیخوپورہ), vroeger Virkgarh geheten, is een stad in het gelijknamige district in de provincie Punjab in Pakistan en ligt ongeveer 38 kilometer ten noordwesten van de miljoenenstad Lahore. In 2023 had de stad 591.424 inwoners, het district had 4.049.418 inwoners.